# Rue de l'Écrevisse (Strasbourg)
Pour les articles homonymes, voir Rue de l'Écrevisse.
La rue de l'Écrevisse – Krebsgässel en alsacien – est une voie du centre de Strasbourg historiquement rattachée au quartier de la fonderie. Elle va de la rue du Tribunal, prolongée par la petite rue de la Fonderie, jusqu'au quai Schœpflin, qu'elle atteint en même temps que la rue du Fort, après avoir laissé la rue du Fil à l'ouest. C'était une impasse jusqu'à la fin du XVIIIe siècle.

## Toponymie

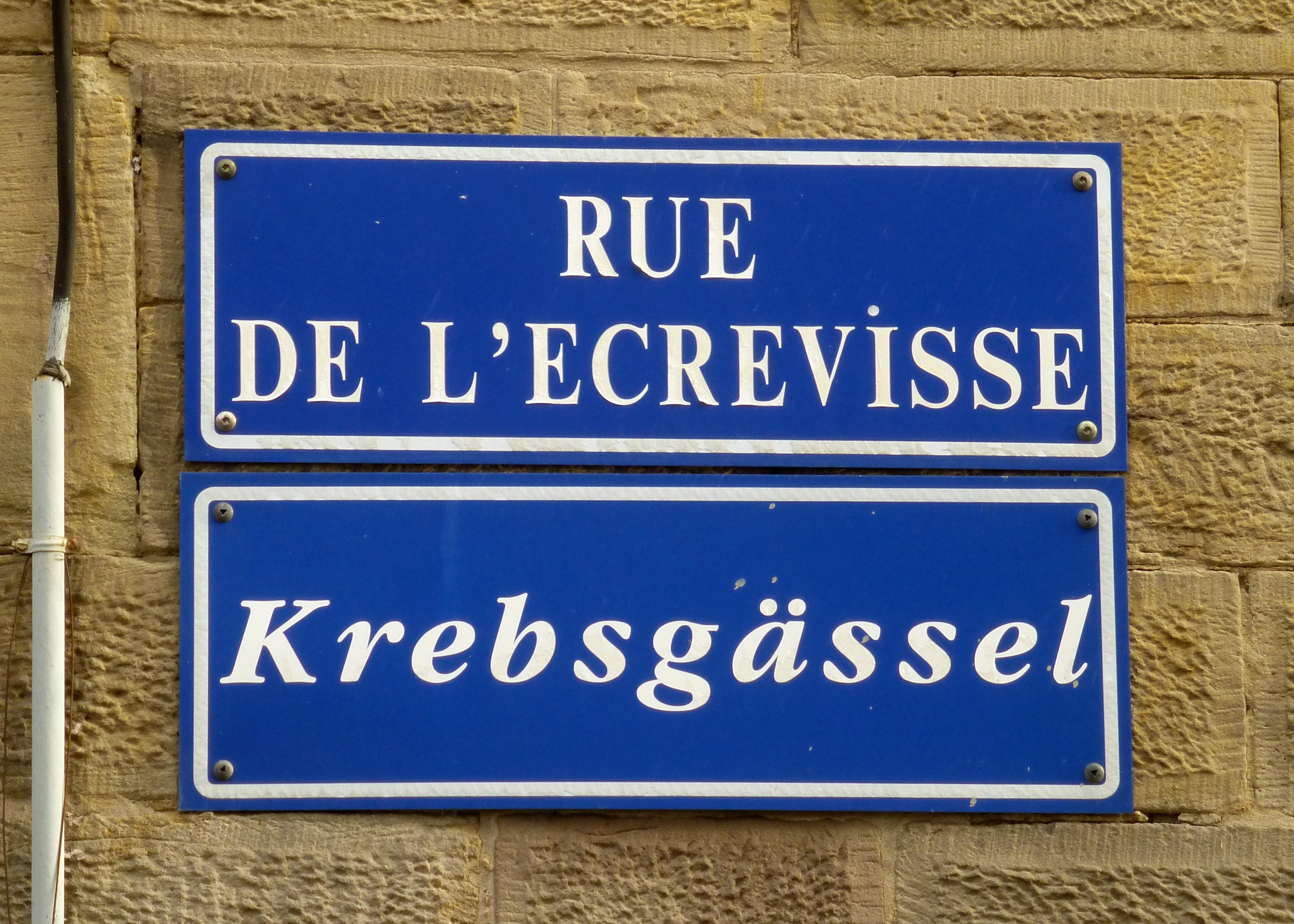
Plaque bilingue, en français et en alsacien.

Au fil des siècles, la voie porte successivement différentes dénominations, en allemand ou en français : Hogiergasse (1297), Heyersgasse (1320), Heigergasse (1363), Heyersgesselin (1385), Heigersgasse (1406), Krebsgasse (1427), rue de l'Écrevisse (1794), Krebsgasse (1872, 1940) et, à nouveau, rue de l'Écrevisse depuis 1945.
Le nom actuel, qui n'apparaît qu'au début du XVe siècle, provient de la maison « À l'Écrevisse » qui faisait l'angle avec le no 10 de la place Broglie.
Des plaques de rues bilingues, à la fois en français et en alsacien, sont mises en place par la municipalité à partir de 1995. C'est le cas du Krebsgässel.

## Histoire

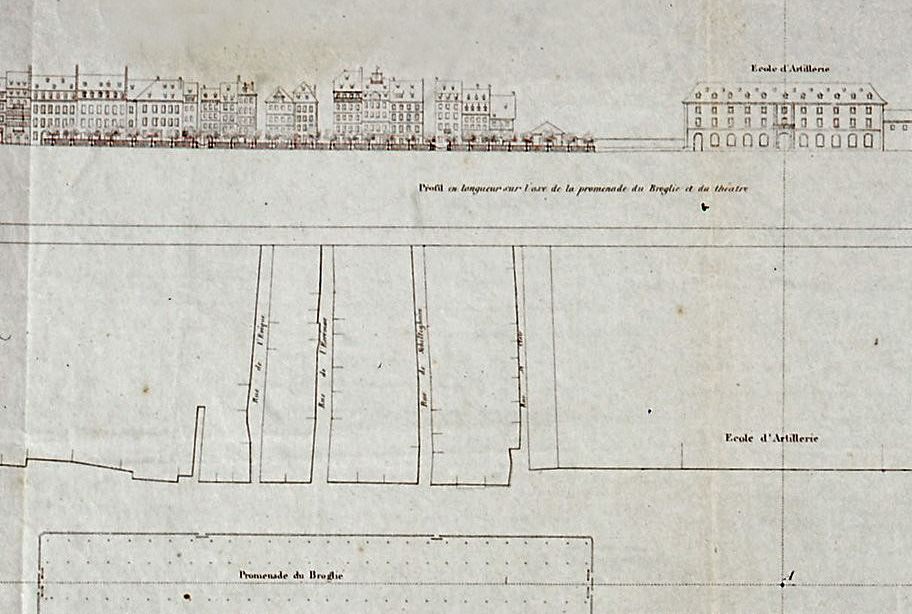
Plan et profil des quatre ruelles menant à la Promenade du Broglie (1848).

Le chevalier Conrad Hogier (ou Heyer), qui y avait plusieurs propriétés (1297, 1325), pourrait avoir donné son nom à la rue. En 1363, Gerlach, maître d'œuvre de la cathédrale et de plusieurs autres édifices religieux de Strasbourg, vivait dans cette rue, qui, aux XVe et XVIe siècles, était habitée par de nombreux maçons et tailleurs de pierre.
Cette voie était l'une des quatre ruelles rejoignant le marché aux Chevaux, future place Broglie. Elle se terminait alors en impasse sur les jardins à l'arrière des maisons qui donnaient sur la rue de la Nuée-Bleue. Au début du XIXe siècle, elle est d'abord étendue jusqu'à la rue du Fil. En 1877, au moment de la construction de l'école, elle est à nouveau prolongée pour déboucher sur le quai Schoepflin.

## Bâtiments remarquables
À l'est, elle longe, sur toute sa longueur, des bâtiments, historiques ou modernes, appartenant au groupe scolaire Schoepflin. Beaucoup d'immeubles ont été démolis.
Au no 21, par exemple, se trouvait une maison d'artisan construite en 1768. La façade comportait des chaînages latéraux, des fenêtres à appuis galbés garnies de ferronneries et de linteaux en arc surmontés d’une moulure en tore. La Ville acquiert la maison en 1971, dans le cadre du projet de rénovation urbaine de l'Îlot Broglie. La maison est démolie l'année suivante, mais plusieurs éléments du décor sont récupérés.